# Pays de Haute-Provence
 (juin 2025).
Motif : Absence de sources secondaires
- Archive Wikiwix
- Bing
- Cairn
- DuckDuckGo
- E. Universalis
- Gallica
- Google
- G. Books
- G. News
- G. Scholar
- Persée
- Qwant
- (zh) Baidu
- (ru) Yandex
- (wd) trouver des œuvres sur Wikidata

| 1. | Préciser le motif de la pose du bandeau. | Précisez le motif de la pose du bandeau en utilisant la syntaxe suivante : {{admissibilité à vérifier\|date=juillet 2025\|motif=remplacez ce texte par le motif}}                           |
| 2. | Informer les utilisateurs concernés.     | Pensez à avertir le créateur de l'article, par exemple, en insérant le code ci-dessous sur sa page de discussion : {{subst:avertissement admissibilité à vérifier\|Pays de Haute-Provence}} |

Le Pays de Haute-Provence était une intercommunalité de loi Voynet, regroupant 25 communes des Alpes-de-Haute-Provence.

## Composition

### Les communautés de communes
Ce pays regroupe 2 communautés de communes : 
- Communauté de communes du pays de Forcalquier et montagne de Lure
- Communauté de communes du Pays de Banon (jusqu'au 1er janvier 2017)

Le 1er janvier 2017, les communautés de communes de Haute-Provence et Pays de Banon ont fusionné pour devenir une seule communauté de communes, Haute-Provence Pays de Banon.
Le pays est dissout le 31 décembre 2017.

### Les communes
| Nom                      | Code Insee | Intercommunalité                          | Superficie (km2) | Population (dernière pop. légale) | Densité (hab./km2) |
| ------------------------ | ---------- | ----------------------------------------- | ---------------- | --------------------------------- | ------------------ |
| Forcalquier              | 04088      | CC Pays de Forcalquier - Montagne de Lure | 42,76            | 4 910 (2014)                      | 115                |
| Banon                    | 04018      | CC Haute-Provence - Pays de Banon         | 39,81            | 996 (2014)                        | 25                 |
| Cruis                    | 04065      | CC Pays de Forcalquier - Montagne de Lure | 36,47            | 646 (2014)                        | 18                 |
| Fontienne                | 04087      | CC Pays de Forcalquier - Montagne de Lure | 8,18             | 130 (2014)                        | 16                 |
| L'Hospitalet             | 04095      | CC Haute-Provence - Pays de Banon         | 19,35            | 89 (2014)                         | 4,6                |
| Lardiers                 | 04101      | CC Pays de Forcalquier - Montagne de Lure | 30,08            | 113 (2014)                        | 3,8                |
| Limans                   | 04104      | CC Pays de Forcalquier - Montagne de Lure | 20,97            | 353 (2014)                        | 17                 |
| Lurs                     | 04106      | CC Pays de Forcalquier - Montagne de Lure | 22,48            | 374 (2014)                        | 17                 |
| Montlaux                 | 04130      | CC Pays de Forcalquier - Montagne de Lure | 19,75            | 144 (2014)                        | 7,3                |
| Montsalier               | 04132      | CC Haute-Provence - Pays de Banon         | 23,81            | 118 (2014)                        | 5                  |
| Niozelles                | 04138      | CC Pays de Forcalquier - Montagne de Lure | 10,47            | 277 (2014)                        | 26                 |
| Ongles                   | 04141      | CC Pays de Forcalquier - Montagne de Lure | 31,46            | 356 (2014)                        | 11                 |
| Oppedette                | 04142      | CC Haute-Provence - Pays de Banon         | 8,49             | 57 (2014)                         | 6,7                |
| Pierrerue                | 04151      | CC Pays de Forcalquier - Montagne de Lure | 10,86            | 493 (2014)                        | 45                 |
| Redortiers               | 04159      | CC Haute-Provence - Pays de Banon         | 45,77            | 66 (2014)                         | 1,4                |
| Revest-des-Brousses      | 04162      | CC Haute-Provence - Pays de Banon         | 22,95            | 275 (2014)                        | 12                 |
| Revest-du-Bion           | 04163      | CC Haute-Provence - Pays de Banon         | 43,45            | 577 (2014)                        | 13                 |
| Revest-Saint-Martin      | 04164      | CC Pays de Forcalquier - Montagne de Lure | 7,56             | 60 (2014)                         | 7,9                |
| La Rochegiron            | 04169      | CC Haute-Provence - Pays de Banon         | 30,11            | 93 (2014)                         | 3,1                |
| Saint-Étienne-les-Orgues | 04178      | CC Pays de Forcalquier - Montagne de Lure | 48,42            | 1 255 (2014)                      | 26                 |
| Sainte-Croix-à-Lauze     | 04175      | CC Haute-Provence - Pays de Banon         | 8,65             | 83 (2014)                         | 9,6                |
| Saumane                  | 04201      | CC Haute-Provence - Pays de Banon         | 3,21             | 107 (2014)                        | 33                 |
| Sigonce                  | 04206      | CC Pays de Forcalquier - Montagne de Lure | 19,97            | 420 (2014)                        | 21                 |
| Simiane-la-Rotonde       | 04208      | CC Haute-Provence - Pays de Banon         | 67,86            | 590 (2014)                        | 8,7                |
| Vachères                 | 04227      | CC Haute-Provence - Pays de Banon         | 23,42            | 255 (2014)                        | 11                 |

## Historique
- 2016: La Durance-Luberon-Verdon Agglomération quitte le "Pays de Haute Provence"[2].

## Sources
1. ↑  Association ASS PAYS DE HAUTE PROVENCE à 04300 FORCALQUIER - SIREN 438 458 432 | L’Annuaire des Entreprises
2. ↑  La Marseillaise 10/07/2016